# محمد التهامي (شاعر)
محمد التهامي سيد أحمد (10 فبراير 1920م - 19 فبراير 2015م) هو شاعر مصري.

## حياته ونشأته
ولد في قرية الدلاتون بمحافظة المنوفية. حصل على ليسانس في القانون والاقتصاد من كلية الحقوق جامعة الإسكندرية 1947. اشتغل بالمحاماة والصحافة والإعلام، فكان مديراً لتحرير صحيفة الجمهورية 1953-1958، فمديراً لإدارة الإعلام بالجامعة العربية 1958-1974 ، فرئيساً لبعثة الجامعة العربية في إسبانيا 1974-1979 ٬ فمستشاراً لجامعة الدول العربية إلى أن تقاعد.
عضو في المجالس القومية المتخصصة، وفي لجنة الشعر بالمجلس الأعلى للثقافة، ومجلس إدارة اتحاد الكتاب، وسكرتير عام جمعية الأدباء، وعضو بنقابة الصحفيين. اشترك في أكثر من ثلاثين مؤتمراً ومهرجاناً شعرياً. نشر ديوانه الشعري الأول وهو طالب بالمرحلة الثانوية.

## دواوينه الشعرية
- أغنيات لعشاق الوطن (شعر وطني) 1987
- أشواق عربية (شعر قومي) 1988
- أنا مسلم (شعر إسلامي) 1990
- دماء العروبة على جدران الكويت 1991
- يا إلهي 1994
- قطرات من رحيق العمر 1996
- أغاني العاشقين 1998
- قصائد مختارة 1998.
- تسابيح وأسرار الوجدان

## مؤلفاته
- جامعة الشعوب العربية والإسلامية: لماذا وكيف?.

## جوائز وتكريم
- الميدالية الذهبية لشعر معركة بورسعيد 1956،
- جائزة مجلس رعاية الفنون والآداب للشعر القومي 1961،
- جائزة الدولة التقديرية في الآداب من مصر 1990م.